# Sam Hocevar

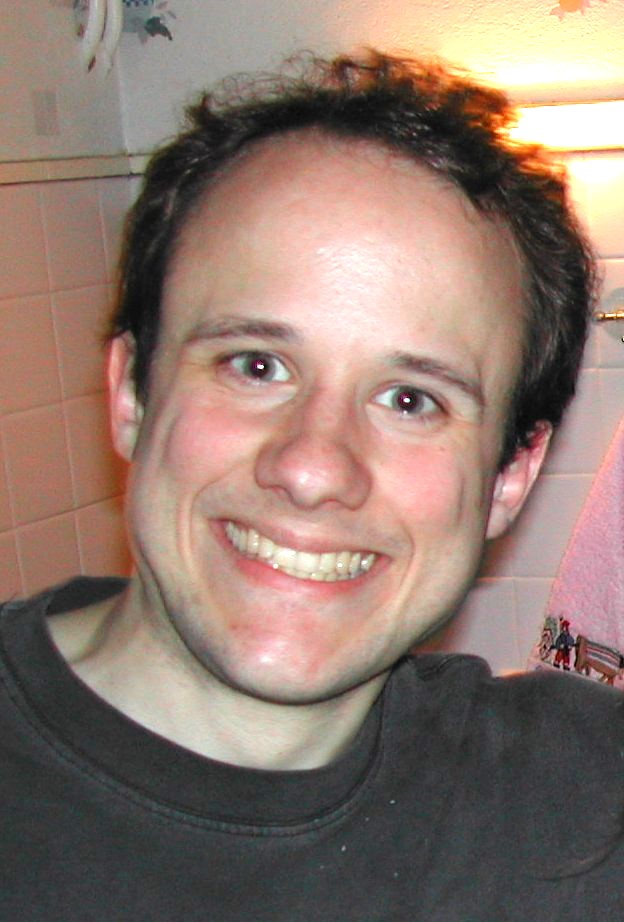
Zdjęcie Sama Hocevar

Samuel „Sam” Hocevar (ur. 5 sierpnia 1978 w Forbach) – francuski programista. W okresie od 17 kwietnia 2007 do 16 kwietnia 2008 Lider Projektu Debian. Na tym stanowisku zastąpił go Steve McIntyre.

## Życiorys
W 2002 roku ukończył École Centrale Paris, zdobywając dyplom inżyniera systemów elektromechanicznych, mechatroniki stosowanej oraz zarządzania projektami. W 2003 roku rozpoczął przewód doktorski na École Nationale Supérieure des Télécommunications de Paris.
Był jednym z założycieli i członkiem zarządu stowarzyszenia Wikimedia France.
17 kwietnia 2007 roku został wybrany na stanowisko Lidera Projektu Debian. Pokonał wtedy ośmioma głosami Steve’a McIntyre. Stanowisko to obejmował do 16 kwietnia 2008 roku, kiedy zastąpił go właśnie Steve McIntyre.

## Osiągnięcia
Hocevar znany jest ze swojego wkładu w projekt VideoLAN. Rozwijał w nim praktycznie wszystkie programy, szczególnie odtwarzacz VLC. Jest autorem takich programów jak zzuf czy libcaca. Twierdzi, że w 2005 napisał PWNtcha – dekoder Captcha. Jest także autorem niezwykle liberalnej licencji WTFPL.